# Eurycyde platyspina
Eurycyde platyspina is een zeespin uit de familie Ascorhynchidae. De soort behoort tot het geslacht Eurycyde. Eurycyde platyspina werd in 1992 voor het eerst wetenschappelijk beschreven door Stock. 